# Greenleaf (Fernsehserie)
Greenleaf ist eine US-amerikanische Fernsehserie. Sie wurde vom Sender OWN ab dem 21. Juni 2016 ausgestrahlt und ist die erste Serie des Senders, die nicht aus der Feder von Tyler Perry stammt. Im deutschsprachigen Raum ist die Serie, wie überall außerhalb der Vereinigten Staaten und Kanadas, seit dem 3. März 2017 beim Video-on-Demand-Anbieter Netflix zu sehen.

## Inhalt
Greenleaf folgt der bezeichnenden Greenleaf-Familie und ihrer so genannten Mega Church in Memphis, Tennessee, mit vorwiegend afroamerikanischen Mitgliedern. Die Hauptfiguren der Serie sind Bischof James Greenleaf und Lady Mae Greenleaf, der Patriarch und die Matriarchin der Greenleaf-Familie, und Grace Greenleaf, ihre entfremdete Tochter, die nach 20 Jahren wieder nach Hause gekommen ist und den mysteriösen Tod ihrer Schwester, Faith, aufklären will.

## Besetzung und Synchronisation
Die deutschsprachige Synchronisation der Serie entsteht durch die SDI Media Germany GmbH, Berlin unter Dialogbuch von Mario von Jascheroff und Tino Kießling sowie Dialogregie von Andreas Müller.

### Hauptbesetzung
- Keith David als Bischof James Greenleaf (DF: Tilo Schmitz)
- Lynn Whitfield als Daisy Mae „First Lady Mae“ Greenleaf (DF: Joseline Gassen)
- Merle Dandridge als Pastorin Grace „Gigi“ Greenleaf (DF: Claudia Gáldy)
- Desiree Ross als Sophia Greenleaf (DF: Melinda Rachfahl)
- Lamman Rucker als Pastor Jacob Greenleaf (DF: Michael Pink)
- Kim Hawthorne als Kerissa Greenleaf (DF: Dorette Hugo)
- Deborah Joy Winans als Charity Greenleaf (DF: Julia Kaufmann)
- Tye White als Kevin Satterlee (DF: Ricardo Richter)
- Gregory Alan Williams als Robert „Mac“ McCready (DF: Oliver Siebeck)
- Lovie Simone als Zora Greenleaf (DF: Laura Elßel)

### Nebenbesetzung
- Oprah Winfrey als Mavis McCready (DF: Martina Treger)

## Veröffentlichung im deutschsprachigen Raum
Die erste Staffel der Serie ist am 8. März 2018 von Sony Pictures Home Entertainment auf DVD veröffentlicht worden.